# Sylwia Restecka
Sylwia Restecka (ur. 2 kwietnia 1974 w Kielcach) — rysowniczka, malarka, designerka, twórca komiksów i filmów animowanych. Mieszka w Warszawie.
Ukończyła Państwowe Liceum Sztuk Plastycznych w Kielcach a następnie Wydział Grafiki Projektowej i Malarstwa Akademii Sztuk Pięknych w Łodzi.
Komiksy Sylwii Resteckiej - od kilku lat tworzone w duecie ze scenarzystką Joanną Sanecką - można określić jako kobiece albo feministyczne. W jej komiksach świat jest przedstawiony z punktu widzenia kobiety (komiks pt. Sen). Porusza trudne tematy jak np. aborcja i samobójstwo (komiks pt. Ojciec), AIDS (komiks pt. Godzina prawdy). Stylistycznie nawiązuje do estetyki cyberpunkowej i filmów SF.
6 października 2006 w ramach XVII Międzynarodowego Festiwalu Komiksu w Łodzi odbyła się wystawa komiksów Sylwii Resteckiej w Café Wolność (Plac Wolności 7). Podczas wernisażu został zrealizowany komiks na żywo pt. Straszny komiks o miłości (do scen. Joanny Saneckiej). Autorka łączyła w komputerze fotografie zrobione w trakcie wernisażu z wcześniej przygotowanymi rysunkami. Komiks został następnie wyświetlony za pomocą rzutnika na ścianie.
Restecka narysowała - do scenariusza Saneckiej - komiks do antologii komiksowej 44, wydanej 28 sierpnia 2007 r. przez Muzeum Powstania Warszawskiego. Komiks pt. Pod gołym niebem opisuje historię miłosną sanitariuszki i lekarza podczas powstania warszawskiego oraz ich tragiczne losy po wojnie.
Aktualnie pracuje nad debiutem albumowym pod roboczym tytułem Sekwencje snu (scen. Joanna Sanecka). Jest to kontynuacja onirycznego komiksu pt. Sen. Album zostanie wydany przez wydawnictwo Egmont.
Restecka została opisana w słowniku młodej polskiej kultury Tekstylia bis (Korporacja Ha!Art, 2007) w dziale komiks.

## Komiksy w antologiach i czasopismach
- Galeria - "Nowa Fantastyka" - 9/2002
- 84732 - rysunek, scenariusz
- Friend - rys., scen.
- Porwanie - rys., scen.
- Płytkie doły - rys., scen.
- Red Hood - rys., scen.
- Godzina prawdy, antologia "Komiks kontra AIDS" (styczeń 2003) - scen. Joanna Sanecka
- Sen, "Świat Komiksu - 36" (Egmont, maj 2004) - scen. Joanna Sanecka
- REM, "XV Międzynarodowy Festiwal Komiksu" katalog wystawy konkursowej (październik 2004) - scen. Joanna Sanecka
- Ojciec, "Antologia komiksu polskiego - 3 - Człowiek w probówce" (Egmont, październik 2004) - scen. Joanna Sanecka
- Siostry Opętanki, "Zeszyty Komiksowe" #3 - rys., scen.
- Sen, "Zeszyty Komiksowe - 3" - scen. Joanna Sanecka
- Gawron, "Zeszyty Komiksowe" #6 (marzec 2007) - scen. Joanna Sanecka
- Pod gołym niebem, antologia "44" (Muzeum Powstania Warszawskiego, sierpień 2007) - scen. Joanna Sanecka
- Jak kamień w wodę, antologia Niewinne dzieci (Timof i cisi wspólnicy, październik 2007) - scen. Bartosz Kurc

## Inne prace (wybór)
- "Nowa Fantastyka" - 3/2001, ilustracja na okładce
- "Zeszyty Komiksowe" #5 (październik 2006), ilustracja na okładce

## Nagrody i wyróżnienia -Międzynarodowy Festiwal Komiksu i Gier w Łodzi
- 1997 - wyróżnienie za komiks Diabeł
- 2001 - 2 nagroda za komiks Bez tytułu
- 2003 - 2 nagroda za komiks Sen, scen. Joanna Sanecka
- 2004 - 3 nagroda za komiks REM, scen. Joanna Sanecka
- 2005 - specjalna nagroda jury za innowację za komiks Sen o Warszawie na Międzynarodowym Festiwalu Komiksu w Belgradzie, scen. Joanna Sanecka
- 2009 - wyróżnienie za komiks Bez tytułu w konkursie Draw Your Freedom. Draw Your Solidarity zorganizowanym przez Europejskie Centrum Solidarności, scen. Joanna Sanecka